# Distretto di Tianyuan
Il distretto di Tianyuan (天元区S, Tiānyuán QūP) è un distretto della Cina, situato nella provincia di Hunan e amministrato dalla prefettura di Zhuzhou.